# Toe Blake
Hector „Toe“ Blake, CM (* 21. August 1912 in Victoria Mines, Ontario; † 17. Mai 1993 in Montreal, Québec) war ein kanadischer Eishockeyspieler und -trainer, der von 1935 bis 1948 für die Montreal Maroons und Montréal Canadiens in der National Hockey League spielte.

## Karriere
Toe Blake wuchs in ärmlichen Verhältnissen auf. Sein Vater arbeitete in einer Nickelmine und hatte neben Toe noch seine 10 Geschwister zu versorgen. Mit 23 Jahren bildete er bei den Canadiens mit Maurice Richard und Elmer Lach die „Punch Line“. Sein Weg zum Topscorer endete 1948 bei 527 Punkten 21 von der damaligen Bestmarke entfernt nach einem Beinbruch. Er hatte bis dahin mit den Canadiens drei Mal den Stanley Cup gewonnen. 1955 kehrte er als Coach der Montreal Canadiens zurück und gewann bis zu seinem Rücktritt 1968 den Stanley Cup noch acht Mal. Als Trainer der Canadiens stand er in 914 NHL-Spielen des Teams an der Bande und erreichte 1968 als zweiter Trainer nach Dick Irvin die Marke von 500 Siegen.
1966 wurde er mit der Aufnahme in die Hockey Hall of Fame geehrt. 1982 folgte die Aufnahme als Member in den Order of Canada.

## Auszeichnungen
- First All-Star Team: 1939, 1940 und 1945
- Second All-Star Team: 1938 und 1946
- Hart Memorial Trophy: 1939
- Art Ross Trophy: 1939
- Lady Byng Memorial Trophy: 1946